# Jeff Burton (acteur)
Pour les articles homonymes, voir Jeff Burton et Burton.
Jeff Burton (né le 28 mars 1924 et mort le 18 janvier 1988) est un acteur américain.

## Filmographie

### Cinéma
- 1965 : Git! d'Ellis Kadison : Police Sergeant
- 1966 : Madame X de David Lowell Rich : Bromley
- 1967 : F comme Flint (In Like Flint) de Gordon Douglas : Secret Service Agent
- 1968 : La Planète des singes (Planet of the Apes) de Franklin J. Schaffner : Dodge
- 1969 : Sweet Charity de Bob Fosse : Policeman
- 1973 : Le Détraqué (The Mad Bomber) de Bert I. Gordon : Sergeant Gribble
- 1973 : Coffy, la panthère noire de Harlem (Coffy) de Jack Hill : Dr Brannan
- 1974 : Street Sisters d'Arthur Roberson : Grandpa

### Télévision
- 1964 : Great Gettin' Up Mornin' : Jack Findlay
- 1970 : Bewitched : Doorman
- 1972 : Chasseur d'homme (The Manhunter) : Lester
- 1973 : The President's Plane Is Missing (en) : Reporter